# 山本聖途
山本聖途（日语：／ Yamamoto Seito，1992年3月11日—），日本田徑運動員，曾代表國家參加2012年倫敦奧運的男子撐竿跳高比賽和2016年里約奧運的男子撐竿跳高比賽，但未能獲獎。

## 国际赛事成绩
| 年        | 賽事               | 舉辦城市     | 名次       | 記錄      |
| 代表 日本 | 代表 日本          | 代表 日本    | 代表 日本  | 代表 日本 |
| --------- | ------------------ | ------------ | ---------- | --------- |
| 2012      | 奥林匹克运动会     | 英国伦敦     | –          | NM        |
| 2013      | 世界大学生运动会   | 俄罗斯喀山   | 第2名      | 5.60米    |
| 2013      | 世界田径锦标赛     | 俄罗斯莫斯科 | 第6名      | 5.75米    |
| 2013      | 东亚运动会         | 中国天津     | 第1名      | 5.50米    |
| 2014      | 亚洲运动会         | 韩国仁川     | –          | NM        |
| 2015      | 亚洲田径锦标赛     | 中国武汉     | 第2名      | 5.50米    |
| 2015      | 世界田径锦标赛     | 中国北京     | 第23名 (q) | 5.65米    |
| 2016      | 亚洲室内田径锦标赛 | 卡塔尔多哈   | 第2名      | 5.60米    |
| 2016      | 世界室内田径锦标赛 | 美国波特兰   | 第10名     | 5.55米    |

## 外部連結
- 山本聖途在的頁面